# Poa molineri
Poa molineri là một loài thực vật có hoa trong họ Hòa thảo. Loài này được Balb. miêu tả khoa học đầu tiên năm 1801.